# Золотокрылый чёрный кассик
Золотокрылый чёрный кассик (лат. Cacicus chrysopterus) — вид птиц рода чёрные кассики семейства трупиаловых. Подвидов не выделяют.

## Описание
Представители данного вида преимущественно чёрного цвета, однако надхвостье ярко-жёлтого цвета, а также присутствует большое жёлтое пятно на внутренней части крыла.

## Среда обитания
Золотокрылые чёрные кассики встречаются до высоты 2000 м..

## Продолжительность поколения
Продолжительность поколения представителей данного вида составляет 4,6 года.